# Allocyclops pilosus
Allocyclops pilosus – gatunek widłonoga z rodziny Cyclopidae. Opisali go w 2015 roku biolodzy Frank Fiers z Królewskiego Instytutu Nauk Przyrodniczych Belgii i Moïssou Lagnika z Université d’Abomey-Calavi w Beninie. Miejsce typowe to Benin, Guéma – dzielnica miasta Parakou, zlewnia rzeki Ouémé, studnia C2 (współrzędne 9°23′05,5″N 2°37′23,2″E/9,384861 2,623111).